# Часлав Ђорђевић
Часлав Ђорђевић (Братоселце, 1942) српски је књижевник, есејист, антологичар и аутор школске литературе.

## Биографија
Рођен је 1942. године у Братоселцу, општина Бујановац. Гимназију је завршио у Врању, а Филозофски факултет у Скопљу, када почиње и да ради као професор књижевности и српског језика у Бајиној Башти, где остаје све до одласка у пензију. Од 2005. године живи у Новом Саду.
Објављивао је у свим релевантним књижевним часописима (Савременик, Дело, Књижевност, Летопис Метице српске, Градина, Златна греда и др.), а учествовао је и на симпозијумима и научним округлим столовима.  Заступљен је у низу зборника и тематских бројева часописа.
Члан је Удружења књижевника Србије и Друштва књижевника Војводине.

## Дела (библиографија)

### Есејистика[1]
- Песнички видици Љубомира Симовића, Народна књига, Београд 1982.
- Миодраг Павловић - песник хуманистичке етике, Светлост, Крагујевац, 1984.
- Песниково свевидеће око, есеји о Миодрагу Павловићу, Просвета, Београд, 1997.
- У мрежи симбола, Народна књига, Београд, 2003.
- Отварање поетског простора, ЈП Службени гласник, Београд, 2011.
- Поетички светови (Девет савремених песника), Агора, Нови Сад, 2018.
- Поетички светови II (Ескапизам у савременој српској прози), Агора, Нови Сад, 2019.
- Петер Хандке - Азбучник читања, Агора, Нови Сад, 2022.

### Поезија[1]
- У Граду на Дунају, Светови, Нови Сад, 2002.
- Ледено доба, Матица српска, Нови Сад, 2005.
- На капији Каменграда - Вишеградски амалгами, Венцловић, Нови Сад, 2013.
- Ту где јесам, Прометеј, Нови Сад, 2014.
- Ни човек ни звер, Албатрос Плус, Београд, 2016.

### Проза, драма, антологије, избори[1]
- Тајни записи књижевника Б. Станковића, Народна књига, Београд, 2005.
- Жена на месечини - непознате еротске приче књижевника Б. Станковића, Књижевна заједница Борисав Станковић, Врање, 2013.
- Трагедија једног неспоразума (драма о Бори Станковићу - исписана њим самим), Соларис, Нови Сад, 2025.
- Антологија српске боемске поезије, Вести, Ужице, 1989; друго измењено и допуњено издање: Бунтовници и апостоли, Издавачка агенција „Венцловић“, Нови Сад, 2006.
- Песме великих боема, Развигор, Пожега, 1990.
- Срце на олтару, избор из поезије инспирисане српским храмовима, Рачански зборник, Бајина Башта, 1999.
- Тајни записи књижевника Боре Станковића, проза, Народна књига, Београд, 2005.
- Сјај мудрости, мисли и погледи у делима и разговорима Меше Селимовића, Народна књига, Београд, 2005.
- Тамно срце - српске елегије, Издавачка агенција „Венцловић“, Нови Сад, 2006.
- Српски сонет (1768—2008): Избор, типологија, ЈП Службени гласник, Београд 2009.

### Школска литература[1]
- Интерпретације из наставе књижевности и језика, приручник (у четири књиге) за ученике I, II, III и IV разреда гимнзазија и средњих стручних школа, у коауторству са Станишом Величковићем и Предрагом Лучићем, прво изд. 1994.
- Књижевност и српски језик, приручник (у четири књиге) за ученике гимназија и средњих стручних школа, у коауторству са Предрагом Лучићем, Ужице, 2000. године;ИА „Ђорђевић“/ ИА „Венцловић“ Нови Сад (више од 20 издања).
- Књижевне интерпретације, приручник (у четири књиге) за ученике средњих стручних школа у Републици Српској, ИА „Ђорђевић“, Нови Сад, 2008.
- Књижевност и граматика, приручник (у четири књиге) за ученике гимназија и средњих стручних школа, у коаторству са др Оливером Радуловић и Мирјаном Грдинић, ИА „Венцловић“ Нови Сад, прво изд. 2014. године.
- Књижевност, српски језик и култура изражавања, приручник  ( у четири књиге) за ученике од V до VIII разреда (са Мирјаном Секулић), ИА „Венцловић“, Нови Сад, прво изд. 2005. године.